# Digonogastra lynchii
Digonogastra lynchii är en stekelart som först beskrevs av Cameron 1909.  Digonogastra lynchii ingår i släktet Digonogastra och familjen bracksteklar. Inga underarter finns listade i Catalogue of Life.